# Borský Svätý Jur
Borský Svätý Jur (maďarsky Búrszentgyörgy, německy Bur-Sankt-Georg) je obec na Slovensku v okrese Senica v Záhorské nížině v Trnavském kraji. V letech 1960–1992 byl název obce Borský Jur. V obci žije přibližně 1 600 obyvatel.

## Historie
První písemná zmínka o vesnici je z roku 1394, kdy král Zikmund za poskytnuté služby daroval polskému velmoži Ctiborovi donační listinou hradní panství Ostrý Kameň, ke kterému patřila i poddanská obec, která se v té době jmenovala Svätý Jur. O vzniku obce a jejím pojmenování se nezachovala žádná pověst ani písemná památka. Název pravděpodobně pochází od jména patrona kostela nebo fary. Nejstarší pojmenování dnes pro nás znějí zvláštně - Zenthgwrt (1466) nebo Zenthgergh (1564). Za vlády císařovny Marie Terezie byla zavedena pošta. Aby poštovní zásilky mohly být správně doručeny, bylo nařízeno doplnit názvy obcí se jmény světců přídavným jménem před slovem svatý, nebo doplnit název po podstatném jménu. Proto obec v padesátých letech 18. století dostala názvy Búrsky Svatý Jur, německy Bur Sanct Georg, maďarsky Búrszentgyörgy, které se používaly ve všech třech jazycích do roku 1918. V období Československé republiky do roku 1926 byl název obce Búrsky Svätý Jur, který byl v roce 1927 změněn na Borský Svätý Jur. V roce 1960 byla obec přejmenována na Borský Jur a od 1. června 1992 má opět název Borský Svätý Jur. Patronem obce je Svatý Jiří. Jemu je zasvěcen římskokatolický kostel z roku 1677.
Borský Svätý Jur je zapojen do vinné cesty Záhoří. Příznivé klimatické podmínky umožnily rozvoj vinařství. Vznikla zde nejrozsáhlejší a nejsouvislejší vinařská oblast na Slovensku, která dává tomuto území osobitý ráz. Do vinné cesty je zapojeno 42 obcí, 11 vinařů a 8 firem z regionu.
Přes území obce vede dálnice D2.

## Přírodní poměry
Borský Svätý Jur je součástí Horního Záhoří, přičemž ze severu je tato oblast ohraničena Bílými Karpaty, východní hranicí je pohoří Malých Karpat. Na jihu oblasti leží Záhorská nížina a západní hranici tvoří řeka Morava. Největším vodním tokem je řeka Myjava.
Dvě části území obce leží v chráněné krajinné oblasti Záhoří a do katastrálního území zasahuje část národní přírodní rezervace Červený rybník. Památným stromem je Hraničná hruška. 

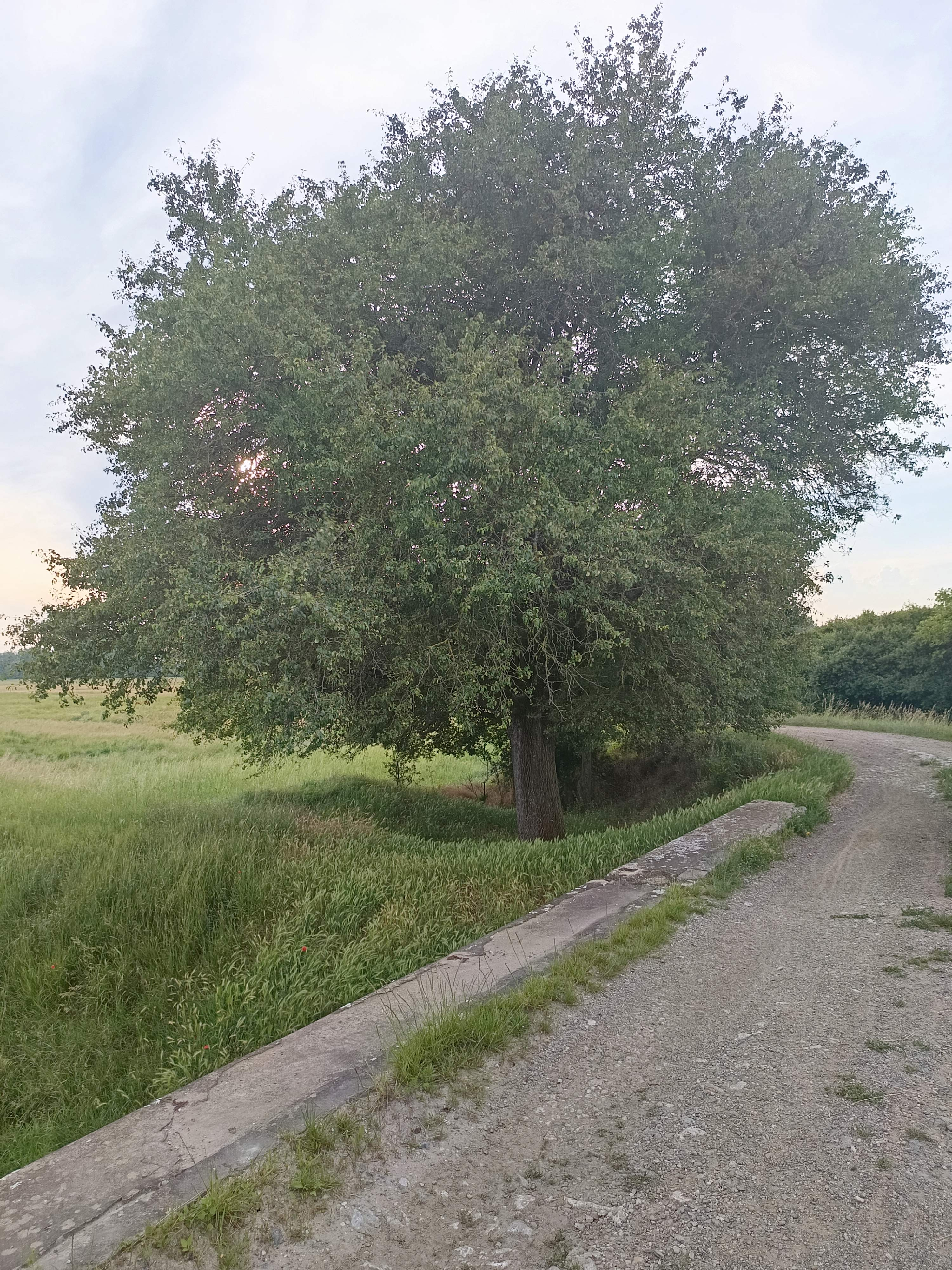
Hraničná hruška
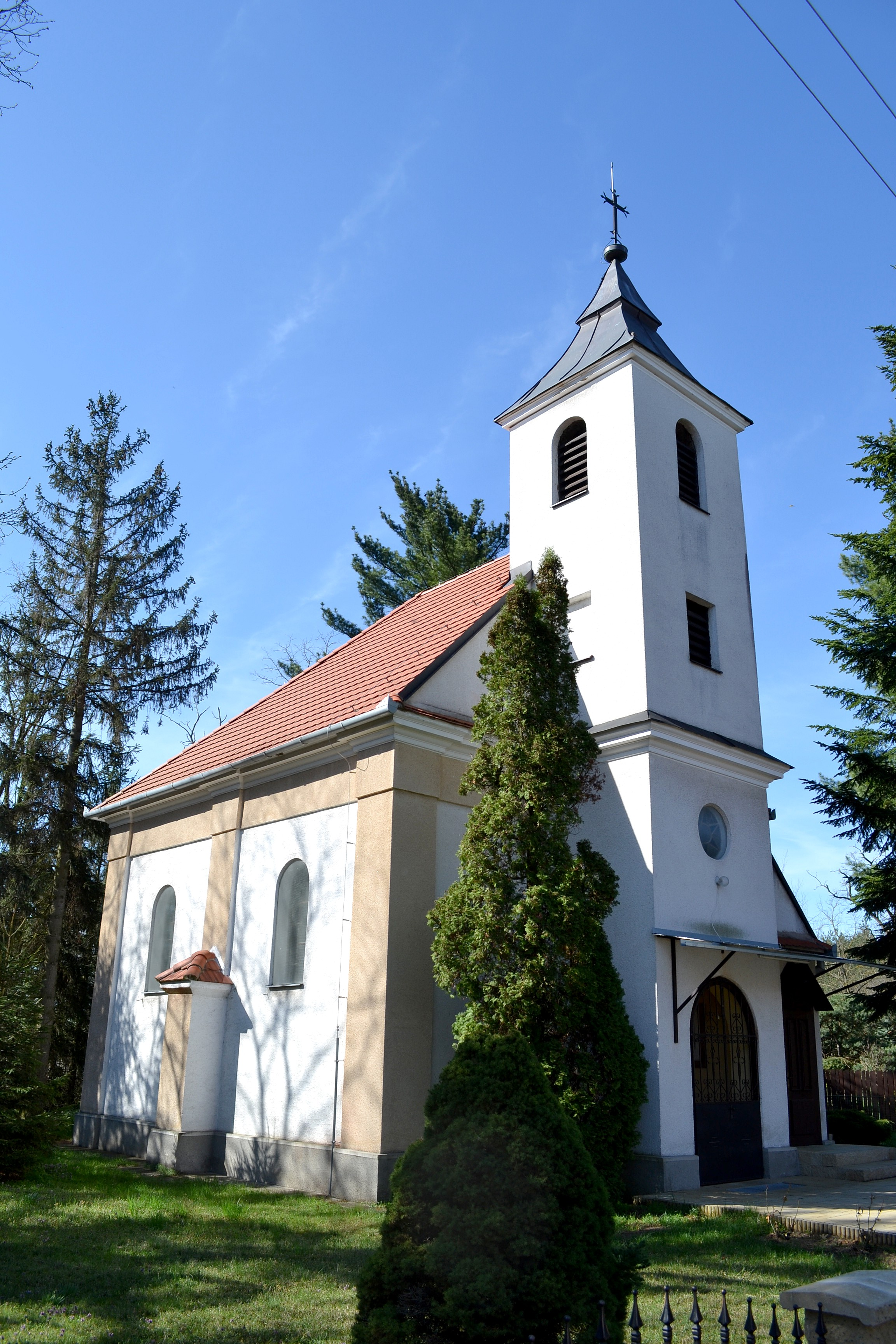